# Trần Đức Lương
Trần Đức Lương (5 tháng 5 năm 1937 – 20 tháng 5 năm 2025) là một chính khách, nhà địa chất học người Việt Nam. Ông nguyên là Chủ tịch nước Cộng hòa xã hội chủ nghĩa Việt Nam từ năm 1997 đến năm 2006, là Ủy viên Bộ Chính trị khóa VIII, IX và Ủy viên Thường vụ Bộ Chính trị khóa VIII.

## Sự nghiệp ban đầu
Tháng 2 năm 1955, ông tập kết ra Bắc rồi học sơ cấp, học bổ túc trung cấp địa chất; rồi làm kĩ thuật viên, đội trưởng, đoàn phó kĩ thuật địa chất rồi đến bí thư chi đoàn, chi ủy viên rồi làm bí thư chi bộ, liên chi uỷ viên. Năm 1959, ông gia nhập Đảng Lao Động Việt Nam.
Tháng 9 năm 1959 đến tháng 3 năm 1964 ông là đội trưởng đội địa chất 4, đoàn địa chất 20, đồng tác giả công trình nghiên cứu lập "Bản đồ địa chất tỷ lệ 1/500.000 miền Bắc Việt Nam" (công trình hợp tác Xô - Việt trong các năm 1960 - 1965). Trong giai đoạn này ông là ủy viên Ban chấp hành Đoàn Thanh niên Lao động Cục Địa chất, Chi ủy viên (1963 - 1964).
Từ tháng 9 năm 1966, ông học ở Trường Đại học Mỏ – Địa chất Hà Nội, hệ chuyên tu đến tháng 1 năm 1970, ông cũng là đảng ủy viên, bí thư đoàn trường vào năm 1969.

## Sự nghiệp chính trị

### Giai đoạn 1970 - 1987
Từ tháng 2 năm 1970 đến tháng 8 năm 1975, ông là phó cục trưởng Cục Bản đồ Địa chất, ủy viên Thường vụ Đảng ủy cục.
Từ tháng 9 năm 1975 đến tháng 7 năm 1977, ông học trường Nguyễn Ái Quốc Trung ương; Bí thư Chi bộ lớp.
Từ tháng 8 năm 1977 đến tháng 2 năm 1987: Phó Liên đoàn trưởng, Liên đoàn trưởng Liên đoàn Bản đồ Địa chất; Tổng cục trưởng Tổng cục Địa chất (sau đổi là Tổng cục Mỏ - Địa chất); Bí thư Đảng ủy Liên đoàn, Ủy viên Ban Chấp hành Tổng Công đoàn Việt Nam, Bí thư Ban cán sự Đảng Tổng cục; Đại biểu Quốc hội khóa VII, Phó Chủ nhiệm rồi Chủ nhiệm Ủy ban Khoa học và Kỹ thuật của Quốc hội; Phó Chủ tịch Hội hữu nghị Việt - Xô. Ông trở thành Ủy viên dự khuyết Ban Chấp hành Trung ương Đảng khóa V.
Trong vòng 27 năm công tác trong ngành bản đồ địa chất, ông đã đi khắp các miền rừng núi, khảo sát và nghiên cứu địa chất, góp phần quan trọng vào việc xây dựng cơ sở dữ liệu tài nguyên quốc gia phục vụ phát triển kinh tế và xã hội. Điển hình là công trình “Bản đồ địa chất Việt Nam tỷ lệ 1/500.000” (xuất bản năm 1981) là công trình hợp tác giữa Liên Xô và Việt Nam mà ông là đồng tác giả. Đây là một công trình có tầm quan trọng chiến lược đối với quản lý tài nguyên, phát triển kinh tế và xã hội. Ngoài công trình này, ông còn cùng với các đồng sự trong Cục Bản đồ địa chất lập Bản đồ khoáng sản Việt Nam tỷ lệ 1/500.000 (xuất bản năm 1988). Hai công trình này đều đã được trao Giải thưởng Hồ Chí Minh về Khoa học và công nghệ năm 2005.
Trên cương vị là Tổng Cục trưởng Tổng cục Địa chất Việt Nam, ông đã tổ chức triển khai toàn diện các công tác điều tra cơ bản, tìm kiếm, thăm dò khoáng sản trên phạm vi cả nước. Ông Lương đã tổ chức một cuộc triển khai toàn diện các thử nghiệm cơ bản, tìm kiếm và nghiên cứu về khoáng sản trên cả nước khi đất nước đã thống nhất. Đồng thời, ông cũng tổ chức lại hệ thống của các đơn vị địa chất, giúp Lào và Campuchia tổ chức mới liên đoàn địa chất.

### Thành viên Chính phủ
Năm 1987 ông làm Phó Chủ tịch Hội đồng Bộ trưởng, sau khi sửa đổi Hiến pháp chức Phó Chủ tịch Hội đồng Bộ trưởng đổi thành Phó Thủ tướng Chính phủ.
Giai đoạn này ông là Đại biểu Quốc hội khóa VIII và là Ủy viên Ban Chấp hành Trung ương Đảng khóa khóa VI, khóa VII. Ông là đại diện thường trực CHXHCN Việt Nam tại Hội đồng Tương trợ Kinh tế (SEV) (đến năm 1991). Ngày 24 tháng 9 năm 1997 ông được bầu làm Chủ tịch nước kiêm Phó Thủ tướng Chính phủ đến ngày 29 tháng 9 năm 1997.
Sau khi Liên Xô tan rã, ông Trần Đức Lương tích cực thúc đẩy quan hệ hợp tác với Nga, đặc biệt là trong lĩnh vực dầu khí và năng lượng; tìm phương thức duy trì việc mua các tổ hợp thiết bị cho Thủy điện Hòa Bình (từ tổ máy số 5 đến số 8); ký lại và triển khai Hiệp định hợp tác Việt - Nga trên lĩnh vực dầu khí…. Ngoài ra, trên cương vị Phó Thủ tướng, ông Lương còn cho chỉ đạo xây dựng và tham gia xây dựng một số luật quan trọng, như: Luật Đầu tư nước ngoài tại Việt Nam năm 1987, Luật Doanh nghiệp tư nhân năm 1990, Luật Đất đai năm 1993, Luật Dầu khí năm 1993, Luật Khuyến khích đầu tư trong nước năm 1995, Luật Doanh nghiệp nhà nước năm 1995...; giúp chính phủ ban hành các đạo luật và quyết định mà họ đã tìm thấy các doanh nghiệp và các nhóm kinh tế. Chỉ đạo đưa ra các luật và quy định liên quan đến thời kỳ cải tạo, thời kỳ tự chủ, tự đầu tư, tự chủ tài chính, hợp tác đầu tư với nhà nước, thời kỳ Đổi mới trong giai đoạn đầu. Cùng với đó, thúc đẩy hợp tác đầu tư, để phát triển  kinh tế trong các lĩnh vực hoạt động nông nghiệp. Luật pháp và quy định góp phần hình thành và toàn vẹn của môi trường pháp lý của các tổ chức kinh tế khác nhau giải quyết nhiều nền kinh tế theo cơ chế thị trường liên quan đến quản lý Nhà nước.

## Chủ tịch nước (1997 – 2006)
Ngày 24 tháng 9 năm 1997, Trần Đức Lương được bầu làm Chủ tịch nước, ông là Ủy viên Bộ Chính trị, sau đó Ủy viên Thường vụ Bộ Chính trị Trung ương Đảng khóa VIII, Ủy viên Bộ Chính trị khóa IX, ông kiêm luôn chức Chủ tịch Hội đồng quốc phòng và an ninh. Ngày 24 tháng 7 năm 2002, ông Lương tái đắc cử chức Chủ tịch nước tại kỳ họp thứ nhất của Quốc hội khóa XI. Ông là Chủ tịch nước trẻ tuổi thứ ba trong lịch sử khi nhậm chức ở tuổi 60 và được xem là trường hợp đặc biệt khi khác với những vị Chủ tịch nước khác, ông Lương được bầu giữ chức Chủ tịch nước khi mới chỉ tham gia Bộ Chính trị nhiệm kỳ đầu tiên.

### Hoạt động trong nhiệm kỳ
Trong nhiệm kỳ của ông đã có cuộc bạo loạn tại Tây Nguyên vào năm 2004. Trong sự kiện vụ án Năm Cam, ông đã bác đơn ân xá đối với các tử tù trong đó có Năm Cam.
Ông được phân công phụ trách tổ công tác liên ngành soạn thảo đề án “Bảo vệ Tổ quốc trong tình hình mới” - Đề án đã được Bộ Chính trị, Ban Chấp hành Trung ương thông qua thành nghị quyết (Nghị quyết Trung ương 8 khóa IX). Nghị quyết có tầm quan trọng đặc biệt, có tính thời sự lâu dài. Đề xuất của ông đã được Bộ Chính trị thông qua Chỉ thị về cải cách tư pháp trong thời kỳ đổi mới. Trong đó có việc tổ chức đợt đặc xá lớn nhân chuyển giao Thiên niên kỷ (năm 2000), hình thức này về sau đã được áp dụng rộng rãi hơn, được dư luận trong nước và quốc tế đánh giá cao.
Năm 2005, ông và các đồng sự trong Cục Đo đạc Bản đồ được tặng Giải thưởng Hồ Chí Minh về khoa học công nghệ với 2 công trình:
- Bản đồ khoáng sản Việt Nam tỉ lệ 1/500.000 (do Tổng cục Địa chất xuất bản năm 1981)
- Bản đồ địa chất Việt Nam tỉ lệ 1/500.000 (do Tổng cục Mỏ và Địa chất xuất bản năm 1988)

### Đối ngoại
Trần Đức Lương là Chủ tịch nước đầu tiên trong lịch sử đón tiếp Tổng thống Hoa Kỳ Bill Clinton vào năm 2000 sau khi 2 nước thiết lập quan hệ ngoại giao vào năm 1995, 2 bên tin tưởng chuyến thăm sẽ đánh dấu việc mở ra quan hệ mới giữa Việt - Mỹ. Năm 2001, trong chuyến thăm của Tổng thống Nga Putin, 2 nước đã xác lập mối quan hệ song phương lên tầm đối tác chiến lược, ông đồng thời cũng trao tặng Huân chương Hồ Chí Minh cho ông Putin. Ông cũng là Chủ tịch nước đầu tiên thăm Hàn Quốc.
Trong chuyến thăm của Tổng thống Clinton ngày 17 tháng 11 năm 2000, sau khi khẳng định chuyến thăm này của ông Clinton là một mốc mới trong tiến trình bình thường hóa đầy đủ các quan hệ giữa hai nước, ông Lương nói: "Dân tộc Việt Nam yêu hòa bình, trọng nhân nghĩa, luôn mong muốn xây đắp tình hữu nghị, sống hòa hiếu với nhân dân các dân tộc trên thế giới trong đó có Hợp chủng quốc Mỹ. Trong những năm tháng bôn ba tìm đường cứu nước vào những thập kỷ đầu của thế kỷ 20, Chủ tịch Hồ Chí Minh đã từng đến Mỹ. Người trân trọng tinh thần đấu tranh vì độc lập, tự do, thống nhất đất nước của nhân dân Mỹ trong các thế kỷ trước đó...".
Tại Diễn đàn cấp cao Thiên niên kỷ của Liên Hợp Quốc năm 2000, ông Trần Đức Lương đọc diễn văn, trong đó đưa ra sáng kiến lấy thập kỷ đầu thế kỷ 21 làm "Thập kỷ của những nỗ lực toàn cầu cao nhất nhằm xóa đói giảm nghèo" - đề xuất được Liên Hợp Quốc đánh giá cao. Bộ Chính trị đã nhất trí ban hành Chỉ thị số 35-CT/TW, ngày 3 tháng 6 năm 1998.
Thực hiện Chỉ thị số 35-CT/TW của Bộ Chính trị, nhân kỷ niệm 50 năm ngày Chủ tịch Hồ Chí Minh phát động phong trào thi đua ái quốc, Chủ tịch nước Trần Đức Lương đã thay mặt Đảng, Nhà nước ra lời kêu gọi đồng bào, đồng chí, chiến sĩ cả nước, kiều bào ta ở nước ngoài tích cực hưởng ứng phong trào thi đua yêu nước trong giai đoạn mới; thi đua vì sự nghiệp “dân giàu, nước mạnh, xã hội công bằng, dân chủ, văn minh".
Ông Trần Đức Lương đã có chuyến thăm Pháp trong 4 ngày từ ngày 28 đến 31 tháng 10 năm 2002. Tại đây, ông đã thông báo cho Tổng thống Pháp về tình hình Việt Nam, chiến lược và kế hoạch phát triển kinh tế - xã hội, chính sách đối ngoại rộng mở, đa dạng hóa, đa phương hóa và chủ động hội nhập kinh tế khu vực và quốc tế của Việt Nam; bày tỏ vui mừng trước những bước phát triển tích cực của quan hệ hữu nghị và hợp tác trong các lĩnh vực chính trị, kinh tế, văn hóa, khoa học - kỹ thuật giữa 2 nước trong những năm qua, đặc biệt kể từ chuyến thăm chính thức của Tổng thống Pháp J.Chirac tại Việt Nam và dự Hội nghị cấp cao các nước có sử dụng tiếng Pháp tháng 11 năm 1997. Ông Lương nhấn mạnh: Pháp là đối tác hàng đầu của Việt Nam về hợp tác phát triển, trao đổi thương mại, đầu tư trực tiếp cũng như trong các lĩnh vực y tế, giáo dục, đào tạo cán bộ, du lịch... Chủ tịch khẳng định Việt Nam rất coi trọng quan hệ hữu nghị hợp tác với Pháp do những mối liên hệ, tình cảm gắn bó giữa nhân dân 2 nước; bày tỏ mong muốn 2 bên tăng cường tiếp xúc ở các cấp và đẩy mạnh hơn nữa quan hệ hợp tác tốt đẹp sẵn có giữa hai nước lên một quy mô mới cả về bề dày lẫn chiều sâu, đặc biệt trong lĩnh vực nước Pháp có thế mạnh như giao thông vận tải, viễn thông, điện lực, chế biến thực phẩm, dược phẩm, du lịch... Ngày 28 tháng 10 năm 2002, ông Lương được Tổng thống Pháp Jacques Chirac trao tặng Huân chương Bắc đẩu Bội tinh hạng nhất tại Điện Élysée trong chuyến thăm Pháp của mình vì đã có công trong việc vun đắp mối quan hệ hữu nghị Việt - Pháp. Ông là nguyên thủ quốc gia đầu tiên của Việt Nam đến thăm Pháp và cũng là lãnh đạo cấp cao đầu tiên của Việt Nam có vinh dự nhận huân chương cao quý nhất của nước Pháp.
Với phương châm “Việt Nam sẵn sàng là bạn với tất cả các nước” được nâng tầm thành “Việt Nam sẵn sàng là bạn và đối tác tin cậy”, ông đã phản ánh tư duy đổi mới sâu sắc và khẳng định lập trường hợp tác lâu dài, cùng có lợi với cộng đồng quốc tế. Một trong những dấu mốc quan trọng trong nhiệm kỳ của ông Lương đó là việc Việt Nam chính thức trở thành thành viên của Diễn đàn hợp tác kinh tế châu Á - Thái Bình Dương (APEC) vào năm 1998 và đẩy mạnh đàm phán gia nhập Tổ chức Thương mại Thế giới (WTO), trở thành thành viên thứ 150 vào tháng 11 năm 2006. Đây là bước ngoặt lớn, mở ra kỷ nguyên hội nhập sâu rộng của Việt Nam vào nền kinh tế toàn cầu.

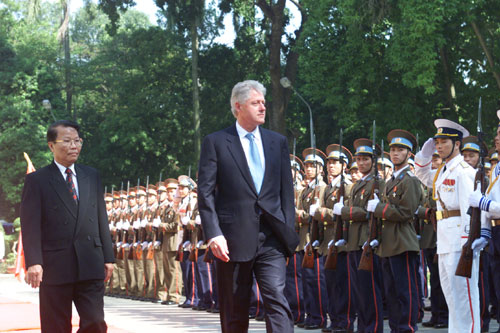
Trần Đức Lương trong lễ đón Tổng thống Hoa Kỳ Bill Clinton năm 2000
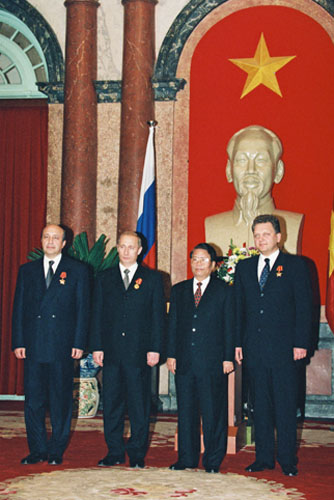
Trần Đức Lương trao Huân chương Hồ Chí Minh cho Tổng thống Nga Putin, Phó Thủ tướng Nga Viktor Khristenko (phải) và Bộ trưởng ngoại giao Nga Igor Ivanov (trái).
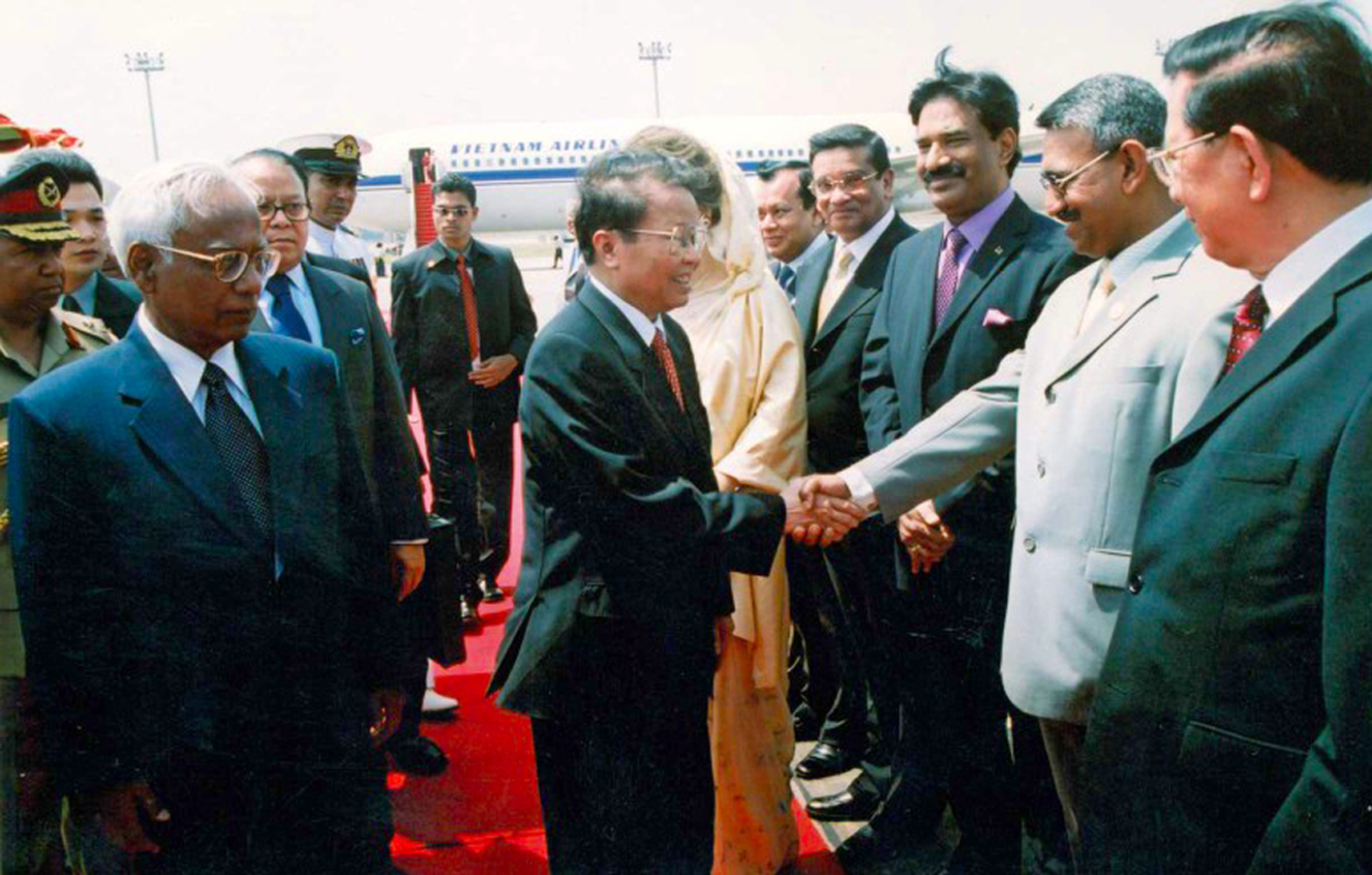
Trần Đức Lương tại Dhaka, Bangladesh năm 2002.
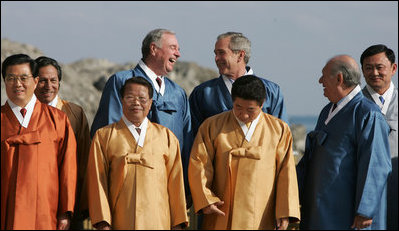
Trần Đức Lương tại APEC 2005
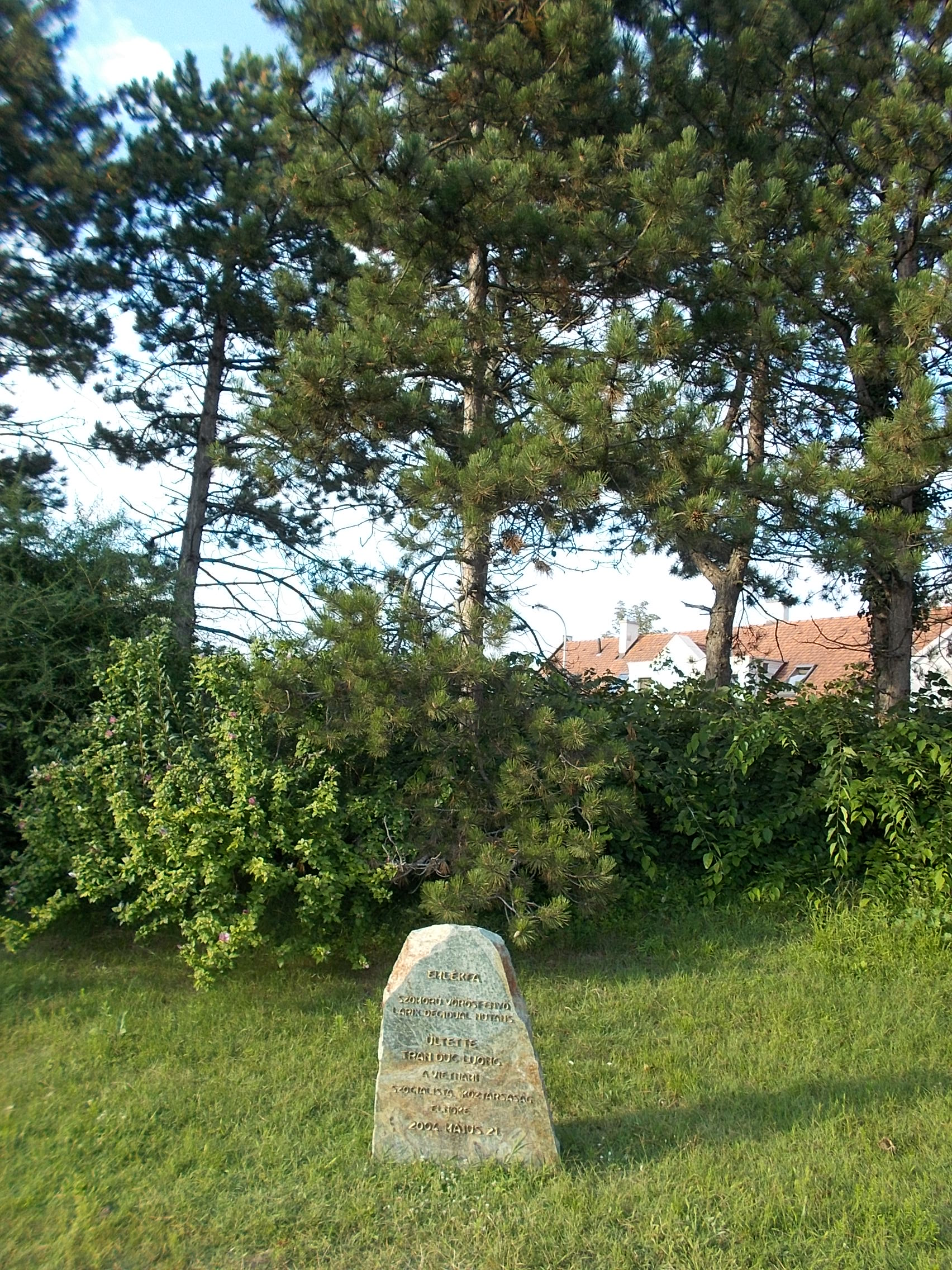
Cây kỷ niệm ông Lương trồng trong chuyến thăm Hungary năm 2004.
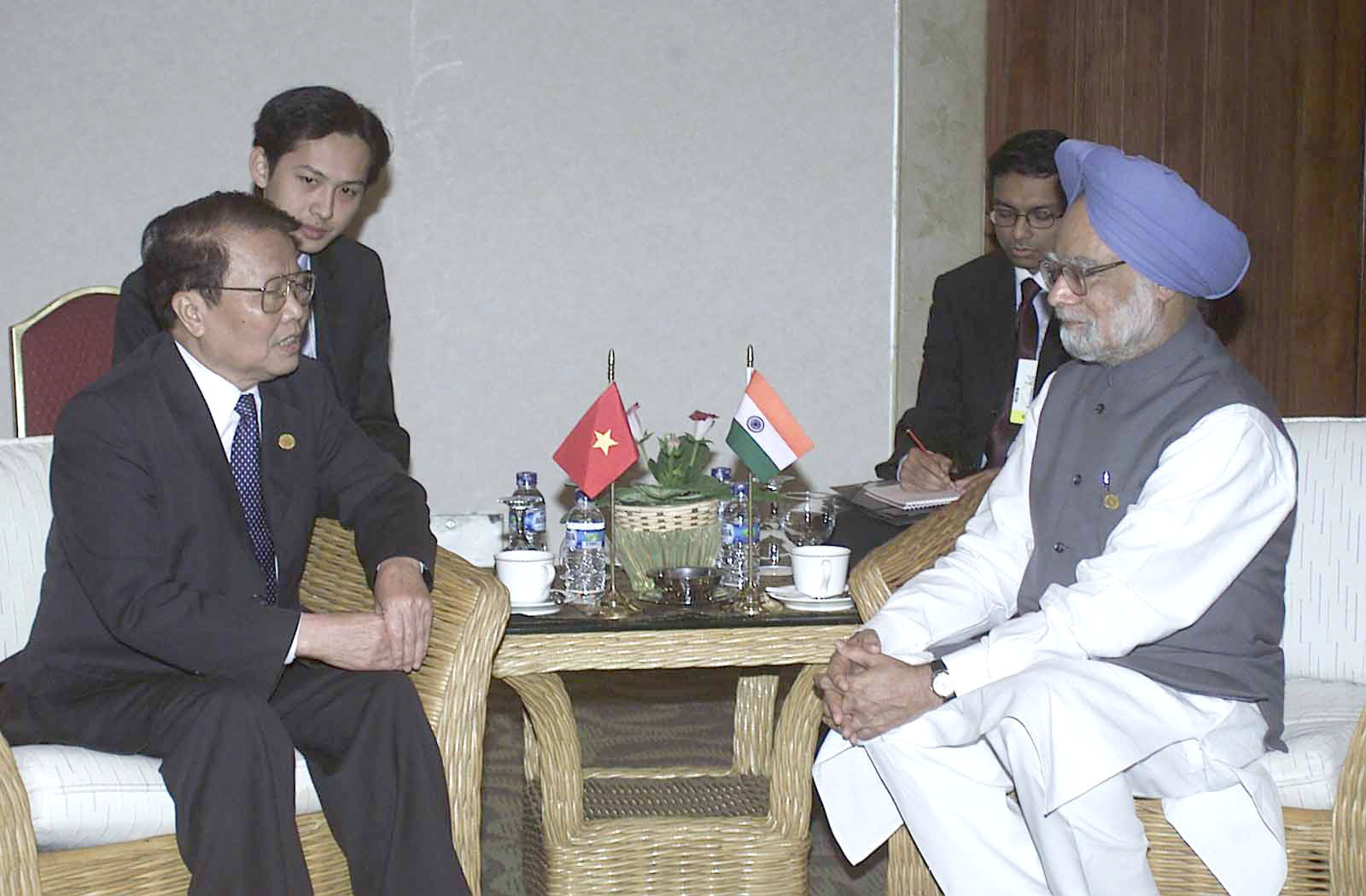
Trần Đức Lương gặp Thủ tướng Ấn Độ Dr. Manmohan Singh tại Indonesia năm 2005
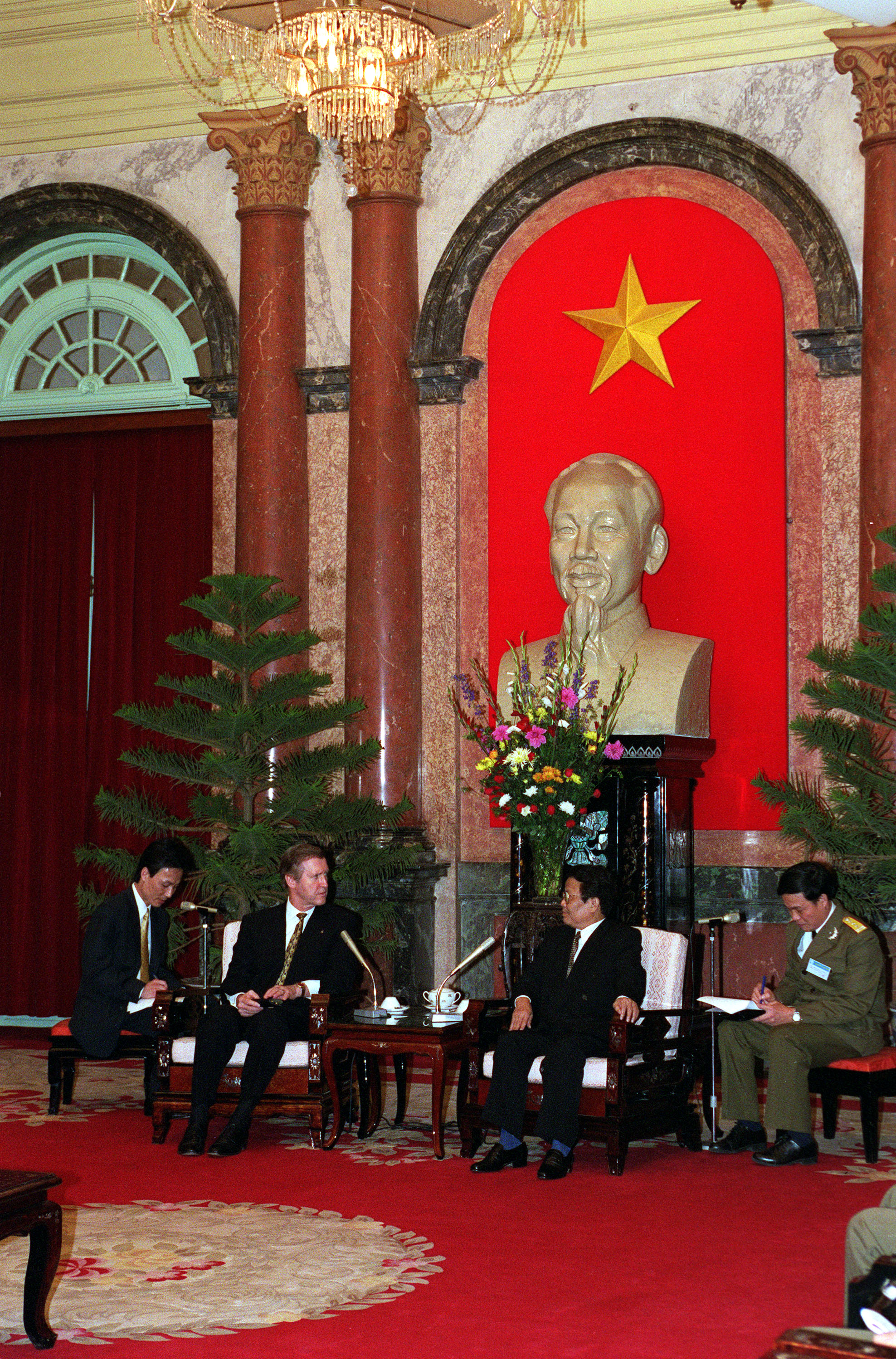
Trần Đức Lương và Bộ trưởng quốc phòng Hoa Kỳ William S. Cohen

### Từ chức
Ngày 24 tháng 6 năm 2006, Tổng bí thư Nông Đức Mạnh cho biết Thủ tướng Phan Văn Khải, Chủ tịch nước Trần Đức Lương, Chủ tịch Quốc hội Nguyễn Văn An vì tuổi đã cao và thực hiện chủ trương trẻ hóa đội ngũ cán bộ lãnh đạo đã nêu nguyện vọng xin không tái ứng cử vào Ban Chấp hành Trung ương khóa X, nguyện vọng này đã được Ban Chấp hành Trung ương khóa IX và Đại hội X chấp thuận, sau đó cùng với các ông Phan Văn Khải và Nguyễn Văn An, ông đã đọc đơn xin thôi chức trước khi kết thúc nhiệm kỳ sau đó 1 năm. Trình bày đơn xin thôi giữ chức vụ Chủ tịch nước, ông Trần Đức Lương giãi bày: "Trong 20 năm qua, tôi đã hết sức cố gắng, toàn tâm toàn ý thực hiện các chức trách nặng nề mà Đảng, Nhà nước và nhân dân giao phó, góp phần nhất định cùng toàn Đảng, toàn dân thực hiện thắng lợi các nhiệm vụ xây dựng và bảo vệ Tổ quốc theo đường lối đổi mới của Đảng. Trong tiến trình chuẩn bị Đại hội Đại biểu toàn quốc lần thứ X của Đảng, vì tuổi đã cao và thực hiện chủ trương trẻ hóa đội ngũ cán bộ, tôi đã nêu nguyện vọng xin không tái cử vào Ban Chấp hành Trung ương khóa X. Nguyện vọng của tôi đã được Ban Chấp hành Trung ương khóa IX và Đại hội Đại biểu toàn quốc lần thứ X chấp nhận". Việc miễn nhiệm chức vụ Chủ tịch nước đối với ông Trần Đức Lương, số phiếu xin ý kiến thu về là 465 phiếu, số phiếu đồng ý là 458 phiếu (98,49% số phiếu) thu về và bằng 92,9% so với tổng số đại biểu Quốc hội, có 7 phiếu không đồng ý (1,51% số phiếu) thu về và bằng 1,42% so với tổng số đại biểu Quốc hội, chiều cùng ngày Quốc hội đã miễn nhiệm chức Chủ tịch nước của ông. Ông Lương sau đó vẫn giữ chức Chủ tịch nước đến ngày 27 tháng 6 khi Nguyễn Minh Triết được bầu làm người kế nhiệm, ông mới thôi giữ chức.

## Nghỉ hưu

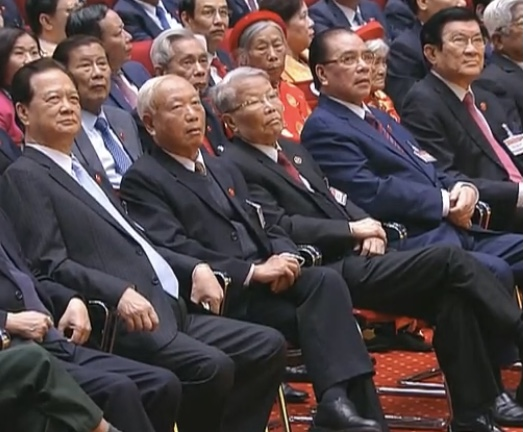
Trần Đức Lương tham dự Đại hội Đảng thứ 13, năm 2021

Sau khi nghỉ hưu, ông vẫn là Chủ tịch danh dự Hội Chữ thập đỏ Việt Nam cho đến năm 2012. Ông chủ yếu dành cuộc sống cho gia đình và tham dự một số sự kiện của Đảng. Năm 2007, ông được tặng thưởng Huân chương Sao vàng.

## Qua đời và quốc tang
Ông qua đời hồi 22 giờ 51 phút ngày 20 tháng 5 năm 2025 tại nhà riêng, hưởng thọ 88 tuổi. Sáng ngày 22 tháng 5 năm 2025, Chủ tịch nước, Đại tướng Lương Cường muốn đưa Trần Đức Luơng về Quảng Ngãi để an táng nên không tổ chức lễ an táng tại Nghĩa trang Mai Dịch, Hà Nội.
Lễ Quốc tang của ông được tổ chức trong 2 ngày (24 và 25 tháng 5 năm 2025), và Chủ tịch nước Lương Cường làm Trưởng Ban lễ tang. Lễ viếng của ông diễn ra tại Nhà tang lễ Quốc gia số 5 Trần Thánh Tông, bắt đầu từ 7 giờ 00 phút ngày 24 tháng 5 năm 2025 đến 7 giờ 00 phút ngày 25 tháng 5 năm 2025. Lễ truy điệu được tổ chức vào lúc 7 giờ 00 phút ngày 25 tháng 5 năm 2025, và vào lúc 15 giờ 00 phút cùng ngày, ông được an táng tại nghĩa trang quê nhà tại xã Phổ Khánh, thị xã Đức Phổ, tỉnh Quảng Ngãi.
Lào cũng để tổ chức quốc tang cho Trần Đức Luơng trong 3 ngày (22, 23 và 24 tháng 5 năm 2025).

## Gia đình
Vợ ông là bà Nguyễn Thị Vinh, cả 2 người có với nhau 2 người con. Con trai ông là Trần Tuấn Anh nguyên Ủy viên Trung ương Đảng khóa XIII, nguyên Ủy viên Bộ chính trị khóa XIII, nguyên Trưởng Ban Kinh tế Trung ương. Con gái ông là Trần Thị Minh Anh (1962) hiện là Phó tổng giám đốc Tổng công ty Xi măng Việt Nam.